# 安徽卫视
安徽卫视是安徽广播电视台下辖的一个卫星频道。1997年10月6日上星后前身为安徽电视台新闻综合频道，2010年电视台与广播电台合并后改为现名。安徽卫视具有代表性的节目有男生女生向前冲。

## 台标
安徽卫视的标志与安徽电视台各个频道相同，均取自黄山的“迎客松”作为基本元素，由于其台标白色部分形似海豚，因此又昵称为海豚台。
2011年，安徽卫视举办“海豚加油站”活动，并在网络上的在线直播页面使用“海豚TV”称号，表明官方逐渐认可“海豚台”的称谓。2012年6月安徽卫视改版，在全天的四大剧场中加入海豚元素，并发布了以海豚为形象的频道吉祥物。

## 历史
- 1997年10月6日，安徽电视台卫星频道（安徽卫视）上星播出。
- 2009年，安徽卫视引进了泰国电视剧《天使之争》。这是继央视电视剧频道、湖南卫视之后，中国大陆第三家引进泰国电视剧的电视机构。随后，安徽卫视引进大量泰国电视剧，目标是打造中国的泰剧第一播出平台[4]。
- 2010年5月1日，安徽卫视推出自制的水上娱乐闯关竞技节目，官方称为全民健身榜样节目《男生女生向前冲》，首创男女分赛道，后继续推出和青海卫视合作的《男生女生上高原》以及和海南电视台新闻频道合作的《男生女生闯天涯》。
- 2011年7月5日，安徽卫视第一个室内水上竞技趣味节目《全民运动会》开播。目前已停播。
- 2012年6月，安徽卫视改版，加入《势不可挡》、《揭秘》等新节目。新版在节目包装上融入海豚形象，并邀请朱丹参与主持。这样，全台形成了陈鲁豫、李静、周群、朱丹四位女主播的聚首[5]。
- 2013年11月18日，安徽卫视高清频道正式开播，在省内有线电视网传输播出，与原标清频道实现高标清同播[6]。2014年上星面向全国有线网。
- 2015年7月10日，安徽卫视与长沙广电集团旗下天择传媒、韩国SBS电视台合办国内首档青春励志榜样养成类真人秀节目《星动亚洲》，并在芒果TV全网独播。
- 2015年9月23日凌晨，该频道标清版台标横向压缩，以适应16:9格式，同时画面亦改为16:9（只有新闻节目还是4:3拉伸播出）。同日安徽广播电视台搬入新址播出。
- 2016年1月1日，除《安徽新闻联播》外，其余新闻节目均开始16:9播出。

## 黄金时段节目
| 时间   | 18:00      | 18:30        | 19:00                  | 19:30        | 20:30        | 21:15        | 21:30      | 22:15        | 22:30            | 22:50            | 23:30            | 23:50            |
| ------ | ---------- | ------------ | ---------------------- | ------------ | ------------ | ------------ | ---------- | ------------ | ---------------- | ---------------- | ---------------- | ---------------- |
| 星期一 | 每日新闻报 | 安徽新闻联播 | 转播中央电视台新闻联播 | 海豚第一剧场 | 海豚第一剧场 | 海豚第一剧场 | 悦美食     | 海豚周播剧场 | 海豚周播剧场     | 海豚周播剧场     | 美丽俏佳人       | 美丽俏佳人       |
| 星期二 | 每日新闻报 | 安徽新闻联播 | 转播中央电视台新闻联播 | 海豚第一剧场 | 海豚第一剧场 | 海豚第一剧场 | 健康大问诊 | 海豚周播剧场 | 海豚周播剧场     | 海豚周播剧场     | 美丽俏佳人       | 美丽俏佳人       |
| 星期三 | 每日新闻报 | 安徽新闻联播 | 转播中央电视台新闻联播 | 海豚第一剧场 | 海豚第一剧场 | 海豚第一剧场 | 健康大问诊 | 海豚周播剧场 | 海豚周播剧场     | 海豚周播剧场     | 悦健康           | 新安夜空         |
| 星期四 | 每日新闻报 | 安徽新闻联播 | 转播中央电视台新闻联播 | 海豚第一剧场 | 海豚第一剧场 | 海豚第一剧场 | 健康大问诊 | 未见钟情     | 未见钟情         | 未见钟情         | 未见钟情（重播） | 未见钟情（重播） |
| 星期五 | 每日新闻报 | 安徽新闻联播 | 转播中央电视台新闻联播 | 海豚第一剧场 | 海豚第一剧场 | 海豚第一剧场 | 九九归一   | 九九归一     | 九九归一（重播） | 九九归一（重播） | 新安夜空         | 新安夜空         |
| 星期六 | 每日新闻报 | 安徽新闻联播 | 转播中央电视台新闻联播 | 海豚第一剧场 | 海豚第一剧场 | 海豚第一剧场 | 一起来跳舞 | 一起来跳舞   | 一起来跳舞       | 一起来跳舞       | 家风中华         | 新安夜空         |
| 星期日 | 每日新闻报 | 安徽新闻联播 | 转播中央电视台新闻联播 | 海豚第一剧场 | 海豚第一剧场 | 海豚第一剧场 | 蜜食记     | 蜜食记       | 蜜食记（重播）   | 蜜食记（重播）   | 家风中华         | 家风中华         |

新闻节目為綠色；綜藝節目為金色；电视劇為米色。

## 海豚第一剧场
海豚第一剧场，是安徽卫视的晚间黄金剧场，每晚19点30分播出两集或三集电视剧。该剧场的名字是2012年6月安徽卫视改版时，由前身「第一剧场」增加「海豚」二字而成。该剧场及其前身曾播出过的高收视代表剧集有《甄嬛传》、《夏家三千金》、《烽火佳人》等。该剧场在同时段的收视效果总体为上等水平，被认为是安徽卫视的优势栏目之一。

## 轶闻
2014年10月，安徽广播电视台原台长张苏洲，因涉嫌大量贪腐等严重违纪被安徽省纪委调查，后于2015年2月5日被检方逮捕。此次事情，源于安徽卫视为盲目性打造“剧行天下”从而导致的权钱交易疯狂购剧，并安排每天播十集，结果依然导致2014年留下了“烂库”未能播出，并遗留下了大量财政损失。再加上又于2017年，前安徽广播电视台制作中心音频科长王照涉嫌受贿罪被检方带走，以及现台长庄保斌上任，至此导致近年安徽卫视招商资源推介的国产偶像大剧几乎被其他一线卫视截胡买断。

## 相關
- 安徽广播电视台
- 国剧盛典